# Amblyrhynchotes honckenii
Amblyrhynchotes honckenii, tên thông thường là cá nóc mắt quỷ, là một loài cá biển thuộc chi Amblyrhynchotes trong họ Cá nóc. Loài này được mô tả lần đầu tiên vào năm 1785.

## Phân bố và môi trường sống
A. honckenii có phạm vi phân bố ở vùng biển Tây Nam Ấn Độ Dương. Loài này được tìm thấy từ bờ biển phía đông của bán đảo Cape, trải rộng về phía đông, vòng qua bờ biển Nam Phi, ngược lên phía bắc đến Mozambique, bao gồm các hòn đảo ngoài khơi: Madagascar, Mauritius và Seychelles. A. honckenii sống xung quanh các rạn san hô ở vùng biển ấm, hoặc vùng nước lợ ở cửa sông độ sâu khoảng 35 m trở lại.

## Mô tả
A. honckenii trưởng thành có kích thước khoảng 30 cm. Nửa thân trên có màu nâu đen với các đốm lớn màu trắng và vàng rải rác. Hai bên thân có màu vàng nhạt. Vùng thân dưới và bụng màu trắng. Vây lưng, vây ngực và vây đuôi trong mờ hơi ánh vàng. Cá đực có vây hậu môn màu trắng; trong khi ở cá mái đang sinh sản, vây hậu môn có màu vàng.
Số gai ở vây lưng: 0; Số tia vây mềm ở vây lưng: 9 - 10; Số gai ở vây hậu môn: 0; Số tia vây mềm ở vây hậu môn: 8; Số tia vây mềm ở vây ngực: 14 - 16.
A. honckenii không có giá trị thương mại, và được coi là một loài cá tạp. Loài cá này có độc tố. Gan của chúng là nơi có nồng độ chất độc thần kinh Tetrodotoxin cao nhất trong cơ thể. Độc tính của TTX thấp hơn nhiều ở các tuyến sinh dục.